# Rocroi
Rocroi település Franciaországban, Ardennes megyében. Lakosainak száma 2256 fő (2022. január 1.). Rocroi Bourg-Fidèle, Le Châtelet-sur-Sormonne, Fumay, Gué-d’Hossus, Les Mazures, Revin, Sévigny-la-Forêt és Taillette községekkel határos.
A helység közelében zajlott le 1643. május 19-én a rocroi-i csata, a harmincéves háborúval párhuzamosan folyó 1635–1659-es francia–spanyol háború fontos ütközete, amely francia győzelemmel zárult.

## Népesség
A település népessége az elmúlt években az alábbi módon változott:
| Lakosok száma | 2997 | 2789 | 2555 | 2365 | 2393 | 2375 | 2330 | 2283 | 2266 | 2256 |
|               | 1968 | 1982 | 1990 | 2006 | 2013 | 2015 | 2017 | 2019 | 2020 | 2022 |